# Dos padres
«Two Fathers» es el undécimo episodio de la sexta temporada y el episodio 128 en general de la serie de televisión de ciencia ficción The X-Files. El episodio se emitió por primera vez en los Estados Unidos y Canadá el 7 de febrero de 1999 en la cadena Fox. Fue escrito por los productores ejecutivos Chris Carter y Frank Spotnitz y dirigido por Kim Manners. El episodio obtuvo una calificación Nielsen de 11,5, un total de 18,81 millones de espectadores. El episodio recibió críticas en su mayoría positivas.
El programa se centra en los agentes especiales del FBI Fox Mulder (David Duchovny) y Dana Scully (Gillian Anderson) que trabajan en casos relacionados con lo paranormal, llamados expedientes X. Mulder cree en lo paranormal, mientras que la escéptica Scully ha sido asignada para refutar su trabajo. «Two Fathers» sigue una historia que conduciría a la destrucción del Sindicato: con el regreso inesperado de Cassandra Spender y los rebeldes extraterrestres, los miembros del Sindicato se preparan para la invasión final.
«Two Fathers» fue escrito para eliminar el Sindicato y relanzar la mitología de la serie. Con la serie filmada en Los Ángeles, muchos miembros del equipo de The X-Files tuvieron que ajustar las escenas y las técnicas de filmación para lograr la «sensación oscura y gris» que había sido el resultado de la filmación en Vancouver, Columbia Británica. El episodio es el primero de un episodio de dos partes y continúa con el episodio «One Son».

## Argumento
En un vagón de tren, médicos con trajes químicos están haciendo incisiones en el estómago de un paciente no visto; un líquido verde sale de las heridas, que se curan solas. Cuando llega el Dr. Eugene Openshaw, se le informa que su proyecto de veinticinco años finalmente se completó. Momentos después, los rebeldes extraterrestres comienzan a aparecer y comienzan a quemar a todos los médicos, siendo el sobreviviente el Dr. Openshaw y una paciente, Cassandra Spender, que había estado desaparecida durante más de un año. Walter Skinner lleva a su hijo, Jeffrey Spender, al lugar de los hechos, donde se encuentra con su madre. Cassandra se niega a hablar con Jeffrey sobre lo que le pasó porque sabe que él no le creerá. Ella pregunta por Fox Mulder (David Duchovny). Spender luego «pide» a Mulder que se una a él para conocer a su madre, pero Mulder lo ve como un intento de atraparlo. Más tarde, el Dr. Openshaw informa al fumador (William B. Davis) sobre la finalización del proyecto, diciendo que necesita matar a su exesposa ya que ella es el primer híbrido extraterrestre-humano exitoso. La reacción del fumador conduce a la muerte del Dr. Openshaw. Mientras tanto, uno de los ancianos del Sindicato es asesinado por un rebelde extraterrestre, quien luego toma su forma.
Mulder y su compañera Dana Scully (Gillian Anderson) revisan las fotos de la escena del crimen del incidente del vagón de tren e inmediatamente reconocen similitudes con los asesinatos del año anterior. Posteriormente, Mulder y Scully visitan a Cassandra en el hospital, quien les informa que los extraterrestres están aquí para destruir toda la vida en la Tierra, afirmando además que esta amenaza extraterrestre se mueve por el Universo para colonizar otros planetas. Ella afirma que una fuerza rebelde de extraterrestres está mutilando sus caras para evitar la infección por el aceite negro.
Alex Krycek informa al Sindicato sobre los recientes ataques de los rebeldes. El rebelde, haciéndose pasar por el anciano que mató, propone que el Sindicato se alinee con los rebeldes. El fumador parece reconocer que el anciano se ha opuesto a su propia opinión anterior: ponerse del lado de los rebeldes es un suicidio.
Mulder y Scully usan la computadora en la oficina de los expedientes X para encontrar la verdadera identidad del fumador, que es el padre del agente Spender, C.G.B. Spender. El agente Spender descubre su entrada no autorizada en la oficina de los expedientes X, lo que resulta en la suspensión inmediata de ambos agentes del FBI. El agente Spender, quien luego informa al fumador exigiendo la verdad. Scully se encuentra con Mulder y le dice que C.G.B. Spender es probablemente otro alias y que el hombre está relacionado con el padre de Mulder, William, con quien había trabajado en el proyecto secreto del estado. El fumador decide darle al agente Spender más responsabilidad al hacer que mate al rebelde extraterrestre que se hace pasar por un anciano del Sindicato. Spender falla en su tarea, pero Krycek acude en su ayuda y lo mata. Krycek le revela a Spender que su padre fue responsable de las abducciones de su madre (Cassandra) y que su función es proteger la participación de su padre en el proyecto. Este hecho molesta al agente Spender.
El fumador luego le revela todo a la agente Diana Fowley, quien accede a ayudarlo. Mulder le dice a Skinner que Cassandra está en peligro porque es el primer híbrido extraterrestre-humano exitoso; Skinner va al hospital para ver cómo está Cassandra, pero descubre que no está. Cassandra, después de haber escapado del hospital, llega al departamento de Mulder y exige que le dispare porque ella es la encarnación de cincuenta años de trabajo del Sindicato, un híbrido extraterrestre-humano que desencadenará la colonización si los extraterrestres se enteran de su existencia.

## Producción
El plan para eliminar el Sindicato y relanzar la mitología de la serie en una nueva dirección se concibió originalmente en septiembre de 1998. El director Kim Manners declaró: «He dicho durante años que el programa realmente se resolvió solo, por así decirlo, por accidente. Toda la línea de la historia del Sindicato, las abejas, los extraterrestres y los chips en el cuello, todos parecían encajar accidentalmente en su lugar y crear una historia intrigante y misteriosa que eventualmente se volvió tan misteriosa e intrigante que Chris tuvo que volarla, porque ya no podía lidiar con eso».
El guion original presentaba varias secuencias de flashback, con los actores Peter Donat, William B. Davis y Veronica Cartwright, todos apareciendo entre veinte y treinta años más jóvenes. El equipo de producción aplicó varios tipos de maquillaje a los actores para «desenvejecerlos». Sin embargo, los escritores finalmente llegaron a la conclusión de que «simplemente no [...] funcionó», por lo que eliminaron la mayor parte de esa historia, lo que finalmente condujo a la creación de una dirección completamente nueva en la que el fumador proporcionó un monólogo explicando la historia del proyecto en su lugar. La primera escena se rodó en Long Beach, California.
La escena en la que Jeffrey Spender visita a su madre, Cassandra Spender, fue rodada en Los Ángeles. Aquellos miembros del equipo de The X-Files que se habían mudado con el programa de Vancouver a Los Ángeles todavía tenían problemas para adaptarse a los cambios al filmar un episodio. Se vieron obligados a adaptarse a los cambios en la luz del sol, ya que Vancouver tenía esta «sensación oscura y gris» en comparación con la atmósfera soleada de California. Kim Manners sintió que era difícil «acostumbrarse» a la nueva área de filmación. Este episodio marca la primera vez que se utiliza material de archivo nuevo para el edificio J. Edgar Hoover en más de cinco años.
La casa del Segundo anciano estaba en un barrio relativamente caro de Los Ángeles. Manners declaró que estaba «muy nervioso» al filmar esta escena porque el equipo necesitaba crear un incendio dentro de la casa, lo cual fue realizado por Kelly Kerby y Bobby Calvert. Cuando el extraterrestre sin rostro ataca al Segundo anciano, se puede ver a un miembro del equipo de efectos especiales detrás de una ventana «corriendo con su plataforma», según Manners.

## Recepción
El episodio obtuvo una calificación Nielsen de 11,5, con una participación de 16. Fue visto por un total de 18,81 millones de espectadores en los Estados Unidos. El episodio fue el tercer episodio mejor calificado de la sexta temporada. El episodio debutó en los Estados Unidos y Canadá el 7 de febrero de 1999, en la cadena Fox. Veronica Cartwright fue nominada a un Emmy por «Mejor actriz invitada en una serie dramática» por su papel en este episodio y «One Son», y el departamento de maquillaje fue nominado para un premio Emmy en la categoría «Mejor maquillaje para una serie» y ganó. El episodio se incluyó más tarde en The X-Files Mythology, Volume 3 – Colonization, una colección de DVD que contiene episodios relacionados con los planes de los colonizadores extraterrestres para apoderarse de la tierra.
El episodio recibió críticas en su mayoría positivas de los críticos. Tom Kessenich, en su libro Examinations: An Unauthorized Look at Seasons 6–9 of the X-Files escribió positivamente sobre el episodio, diciendo que «maravillosamente» desarrolló a los personajes del programa, ya que «reveló muchas de las respuestas a las preguntas que se han hecho colgando por algún tiempo sin usar a Mulder o Scully como conductos para muchas de estas respuestas». La razón principal detrás de la creación de una resolución para el arco del Sindicato fue que Chris Carter pensó que la serie se cancelaría a principios de 2000. Mientras promocionaba el episodio, Carter dijo que daría muchas respuestas esperadas pero al mismo tiempo crear otras nuevas. Conde Cressey de DVD Talk nombró a «Two Fathers», junto con su seguimiento «One Son», como uno de los «puntos destacados de la sexta temporada». Joyce Millman de la revista Salon dijo que el episodio (junto con «One Son») fue «una de las horas más coherentes, [...] casi insoportablemente tensas de la serie». La crítica del Michigan Daily Melissa Runstrom dijo que «Two Fathers» junto con «One Son» y el final de temporada «Biogenesis» fueron los aspectos más destacados de la sexta temporada.
Emily VanDerWerff de The A.V. Club otorgó al episodio una calificación de «B-». Concluyó que el episodio es un ejemplo de «diversión propulsora» y aplaudió su miríada de secuencias llamativas. Sin embargo, criticó la trama y señaló que «la serie elige a Cassandra como la respuesta a muchas preguntas» sobre la mitología del programa. No todas las críticas fueron tan entusiastas. Paula Vitaris de Cinefantastique le dio al episodio una crítica mixta y le otorgó dos estrellas de cuatro. Vitaris escribió positivamente sobre la filmación del episodio, escribiendo, «visualmente, el episodio se ve bien [...] pero las escenas en el hangar son llamativas, con puertas que se abren lentamente y extraterrestres caminando hacia adelante, oscurecidos por una luz brillante». Sin embargo, criticó la trama del episodio y señaló que «Two Fathers» «se dirigía directamente por un camino ya recorrido por docenas de libros, cuentos, películas y otros programas de televisión».